# Cantone di Rueil-Malmaison
Il Cantone di Rueil-Malmaison è una divisione amministrativa dell'Arrondissement di Nanterre.
A seguito della riforma approvata con decreto del 26 febbraio 2014, che ha avuto attuazione dopo le elezioni dipartimentali del 2015, è stato ridefinito.

## Composizione
Prima della riforma del 2014 comprendeva parte del comune di Rueil-Malmaison.
Dal 2015 comprende l'intero comune di Rueil-Malmaison.